# Charles Gordon (Politiker)
Charles Gordon, meist Charlie Gordon genannt, (* in Partick, Glasgow) ist ein schottischer Politiker und Mitglied der Labour Party.

## Leben
Gordon ist das jüngste von sieben Kindern seiner Eltern. Im Alter von 15 Jahren schloss er die Schule ab und begann eine Lehre als Schreiner. Später bildete er sich an einem College und einer Universität weiter. Insgesamt war Gordon 19 Jahre in der Eisenbahnindustrie tätig. Seit mehreren Jahrzehnten ist er Mitglied der Labour Party und der Gewerkschaft GMB.

## Politischer Werdegang
Zwischen 1987 und 1998 war Gordon Mitglied des Regionalrates von Strathclyde, zwischen 1995 und 2007 des Stadtrates von Glasgow. Bei den Schottischen Parlamentswahlen 1999 und 2003 gewann Michael Watson das Direktmandat des Wahlkreises Glasgow Cathcart. Nachdem dieser im Jahre 2005 wegen Brandstiftung verurteilt worden war, mussten in dem Wahlkreis Neuwahlen abgehalten werden. Gordon trat hierbei als Nachfolger Watsons an. Er gewann das Direktmandat mit deutlichem Vorsprung vor der Kandidatin der SNP und zog 2005 erstmals in das Schottische Parlament ein. Bei den Parlamentswahlen 2007 verteidigte er sein Mandat und verzeichnete leichte Stimmgewinne. Obwohl Gordon auch bei den Schottischen Parlamentswahlen 2011 seinen Stimmenanteil leicht erhöhen konnte, ging das Direktmandat an den SNP-Kandidaten James Dornan und Gordon schied aus dem Parlament aus.